# Любенов, Любомир
Любоми́р Я́нков Лю́бенов (26 марта 1957, Пловдив) — болгарский гребец-каноист, выступал за сборную Болгарии в конце 1970-х — начале 1980-х годов. Чемпион летних Олимпийских игр в Москве, чемпион мира, многократный победитель регат национального значения.

## Биография
Любомир Любенов родился 26 марта 1957 года в Пловдиве. Активно заниматься греблей начал в раннем детстве, проходил подготовку в местной гребной секции, сначала состоял в пловдивском спортивном клубе «Тракия», позже перешёл в софийский ЦСКА. Имел награды на юниорском уровне, так, на юношеском чемпионате мира 1972 года был серебряным призёром.
Первого серьёзного успеха на взрослом международном уровне добился в 1978 году, когда впервые попал в основной состав национальной сборной Болгарии и побывал на чемпионате мира в югославском Белграде, откуда впоследствии привёз награду золотого достоинства — в одиночных каноэ одолел всех соперников на дистанции 500 метров. Год спустя выступил на мировом первенстве в немецком Дуйсбурге, где в одиночках стал бронзовым призёром на пятистах метрах и серебряным призёром на тысяче.
Благодаря череде удачных выступлений удостоился права защищать честь страны на летних Олимпийских играх 1980 года в Москве — в полукилометровой гонке одиночек уступил только советскому гребцу Сергею Пострехину, тогда как в километровой завоевал золото, обогнав всех финалистов, в том числе того же Пострехина. За это выдающееся достижение признан в Болгарии лучшим спортсменом года.
После московской Олимпиады Любенов ещё в течение некоторого времени оставался в основном составе болгарской национальной команды и продолжал принимать участие в крупнейших международных турнирах. Так, в 1981 году вместе с напарником Севдалином Илковым он стартовал на чемпионате мира в английском Ноттингеме и выиграл бронзовую медаль в зачёте двухместных каноэ на дистанции 500 метров. Вскоре после этих соревнований принял решение завершить спортивную карьеру, уступив место в сборной молодым болгарским гребцам.